# 지불
지불(支拂)은 한 당사자(개인 또는 법인 등)가 다른 당사자에게 제공한 재화나 용역의 대가 또는 법적 의무를 이행하는 대가로 자발적으로 돈이나 이에 상당하는 가치있는 것을 주는 것을 말한다. 일반적으로 지불하는 당사자는 지급인이고, 지불을 받는 당사자는 수령인이다.
지불은 예를 들어 다음과 같은 여러 가지 방법으로 효과를 얻을 수 있다.
- 화폐, 수표, 직불카드, 신용카드 또는 현금 이체의 사용.
- 주식이나 물물교환, 한 재화나 용역을 다른 재화와 교환하는 것과 같은 가치의 이전.

일반적으로 수령인은 자신이 어떤 지불 방법을 받아들일지 결정할 자유가 있다. 그러나 일반적으로 법률은 수령인이 어느 한도 내에서는 국가의 법정 통화를 수락하도록 요구한다. 당사자가 달리 합의하지 않는 한 지불은 수령인의 지역 통화가 가장 일반적이다. 다른 통화로 지불하는 것은 추가적인 외환 거래를 포함한다. 수령인은 채무자의 채무를 전액 결제하여 일부 지급을 수령하거나 할인을 제공할 수 있다. 반면에 수령인은 연체료 또는 특정 신용카드 사용 등에 대해 추가요금을 부과할 수 있다.
지불은 재화나 용역의 공급에 따르는 송장이나 청구서가 선행하는 경우가 많지만, 일부 산업(여행이나 호텔 등)에서는 용역을 수행되거나 제공하기 전에 선불을 요구하는 것이 일반화되고 있다. 일부 산업에서는 용역이 수행되기 전에 보증금이 필요할 수 있으며, 이는 일부 선불 또는 용역 제공 업체에 대한 담보 역할을 한다. 어떤 경우에는 선불이 이루어지고, 어떤 경우에는 일부 지불이 수락되어 지불자의 법적 의무를 소멸시키지 않는 경우도 있다. 수령인에 의한 지급의 수락은 부채나 다른 의무를 소멸시킨다. 채권자는 불합리하게 지불을 거부할 수는 없지만, 예를 들어 일요일이나 외부 은행 시간에는 지불을 거부할 수 있다. 수령인은 일반적으로 수령인에게 영수증을 제공하여 지불을 인정해야 한다. 영수증은 "전액 지불"으로 계좌에 대한 보증일 수 있다. 채무에 대한 보증이나 기타 담보의 제공은 지불에 해당하지 않는다.

## 같이 보기
- 회계
- 변재
- 화폐
- 무역